# Jungmannova (Praha)
Jungmannova ulice na Novém Městě v Praze spojuje Vodičkovu ulici s křižovatkou ulic 28. října, Národní a Perlová. Nazvána je podle českého filologa, spisovatele a překladatele Josefa Jungmanna (1773-1847), podle kterého je nazváno i sousední Jungmannovo náměstí. Na ulici má sídlo Magistrát hlavního města Prahy v budově Škodova paláce (číslo 29). V paláci Adria na čísle 31 má sídlo Laterna magika, Filmový klub, Divadlo za branou, Prague Startup Centre atd.
Na čísle 24 je Evropský dům, sídlo zastoupení Evropské komise a Evropského parlamentu v České republice.

## Historie a názvy

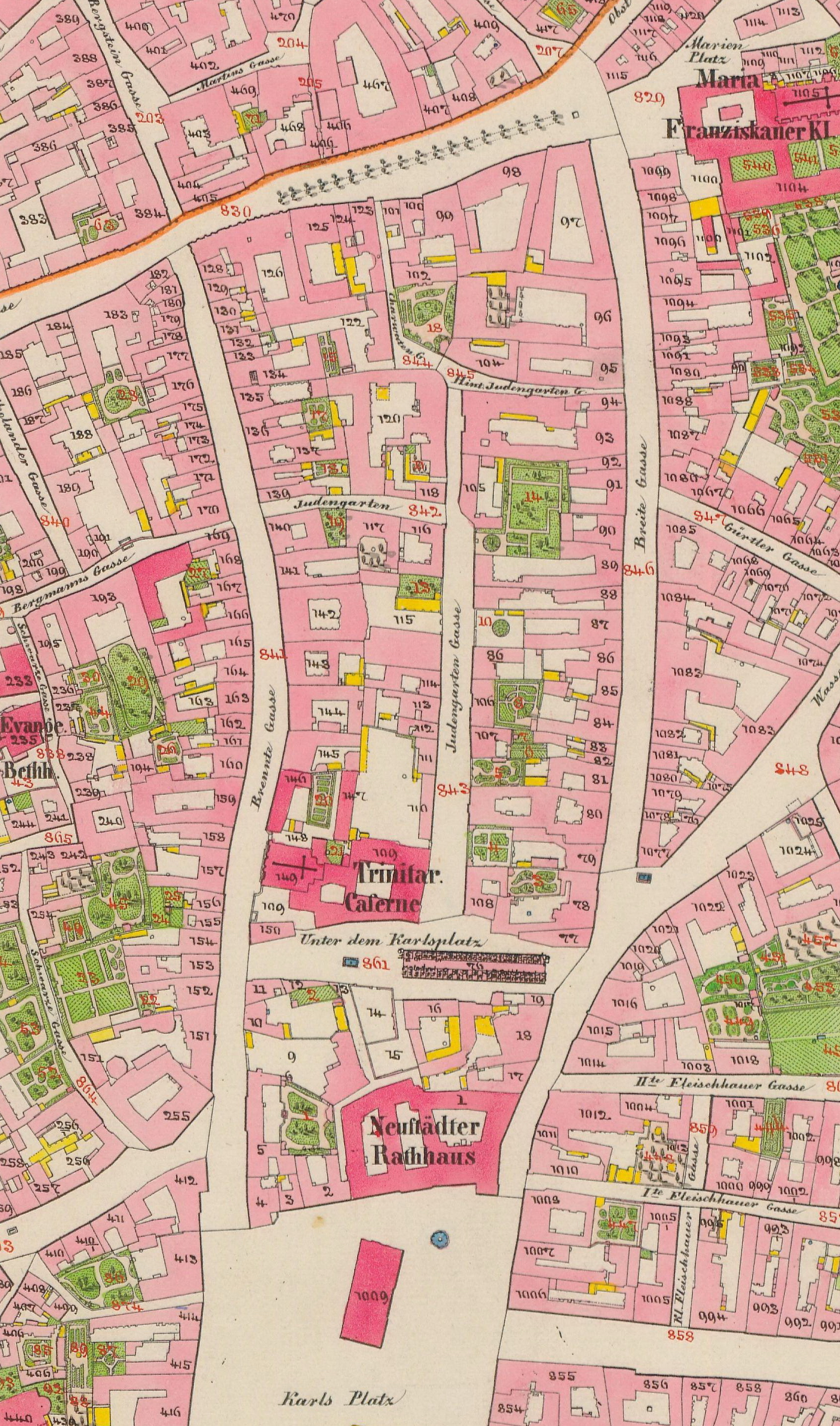
Jungmannova ulice na mapě stabilního katastru z roku 1852

Od založení Nového Města v 14. století patřila ulice k důležitým cestám ze Starého Města na trhy Karlova náměstí. Názvy ulice se měnily:
- původní název - „Konvářská“ nebo „Zvonařská“ podle zdejších zvonařů
- 17. a 18. století - „U karmelitánů“ podle řádu karmelitánů, kteří tu budovali Kostel Panny Marie Sněžné, založil ho v roce 1347 král Karel IV.
- některé zdroje uvádějí i název „Široká“, první v roce 1464
- od roku 1878 - název „Jungmannova“.

## Budovy, firmy a instituce
- Divadlo Komedie - Jungmannova 1[3]
- klasicistní nájemní a obchodní dům - Jungmannova 6[4]
- Husův dům - Jungmannova 9[5]
- Hlávkovy domy - Jungmannova 10, 12 a 14, Vodičkova 15 a 17[6]
- Měšťanská beseda - Jungmannova 17[7]
- Kostelákovský dům - Jungmannova 18, Palackého 2[8]
- měšťanský dům - Jungmannova 19[9]
- Divadlo Kalich - Jungmannova 22/9
- Evropský dům - Jungmannova 24[10]
- Dům U Tří zvonků - Jungmannova 28[11]
- Škodův palác - Jungmannova 29, Charvátova 2 a 4[12]
- Mozarteum Praha - Jungmannova 30[13]
- Palác Adria - Jungmannova 31[14]
- Dům U Tří hroznů - Jungmannova 32[15]
- budova pojišťovny - Jungmannova 34[16]